# Publio Sestio
Publio Sestio (Roma, ... – Roma, post 47 a.C.) è stato un politico romano.

## Biografia
Questore nel 63 a.C., fu nemico di Lucio Sergio Catilina e lo combatté nella battaglia di Pistoia. Eletto tribuno della plebe nel 57 a.C., fu accusato di illeciti elettorali da Publio Clodio Pulcro, ma venne difeso e scagionato da Marco Tullio Cicerone, suo amico, nella sua Pro Sestio (56 a.C.).
Tra il 55 a.C. e il 53 a.C. fu pretore e conseguentemente propretore in Cilicia.
Allo scoppio della guerra civile si schierò dalla parte di Pompeo e secondo Plutarco, mentre Bruto lo accompagnava nella sua provincia, passò dalla parte di Cesare, che lo fece governatore della Cappadocia nel 48 a.C..
Era figlio di un padre omonimo e di una donna chiamata Postumia Alba.